# Лорінське сільське поселення
Лорінське сільське поселення (рос. Лоринское сельское поселение) — муніципальне утворення в складі Чукотського району Чукотського автономного округу Російської Федерації. Адміністративний центр — село Лоріно. Станом на 1 січня 2009 року на території сільського поселення проживало близько 2,5 тис. осіб.

## Населення
| 2009  | 2010  | 2012  | 2013  | 2014  | 2015  | 2016  |
| ----- | ----- | ----- | ----- | ----- | ----- | ----- |
| 1484  | ↘1267 | ↘1255 | ↘1216 | ↘1160 | ↘1098 | ↘1046 |
| 2017  | 2018  | 2019  |       |       |       |       |
| ↘1000 | ↘998  | ↘965  |       |       |       |       |

## Склад
До складу поселення входять такі населені пункти:
- Лоріно
- Лаврентія